# 田佳
田佳（1981年2月9日—），籍贯天津，中國女子沙滩排球运动员。

## 簡介
2008年，田佳/王洁代表中國參加夏季奧林匹克運動會女子沙灘排球比賽，在半决赛中以2比1（24-22、27-29、8-15）战胜另一隊中国组合张希/薛晨，但在决赛中不敌对手获得银牌。